# Ludwig Kießling
Ludwig Kießling (* 31. März 1875 in Schwarzenbach an der Saale; † 3. Februar 1942 in München) war ein deutscher Pflanzenbauwissenschaftler und Pflanzenzüchter.

## Leben
Kießling, Sohn eines Bäckermeisters und Landwirts, studierte Landwirtschaft in Weihenstephan und an der Technischen Hochschule München, wo er 1906 bei Carl Kraus mit einer Dissertation über die Trocknungsmöglichkeiten der Gerste promoviert wurde. Während seines Studiums wurde er 1896 Mitglied der Münchener Burschenschaft Stauffia. Dann trat er in die Bayerische Landessaatzuchtanstalt Weihenstephan ein und wurde 1910 deren Leiter. Im gleichen Jahr erfolgte seine Ernennung zum Professor.
In den folgenden zwei Jahrzehnten bestimmte er maßgebend die Organisationsstruktur der Pflanzenzüchtung und des Saatgutwesens in Bayern. Intensiv beschäftigte er sich vor allem mit methodischen Problemen der praktischen Züchtungsarbeit. Die Ertragssteigerung und die Qualitätsverbesserung der Getreidearten waren ihm ein besonderes Anliegen. 1920 übernahm er den Lehrstuhl für Acker- und Pflanzenbau an der Technischen Hochschule München. Obgleich er bis 1927 weiterhin die Oberleitung der Bayerischen Landessaatzuchtanstalt innehatte, standen fortan pflanzenbauliche Probleme stärker im Mittelpunkt seiner wissenschaftlichen Tätigkeit. Nach dem Vorbild seiner Amtsvorgänger Ewald Wollny und Carl Kraus beschäftigte er sich auch mit Fragen der Bodenphysik.
Kießling war Mitbegründer und Mitherausgeber der Zeitschrift für Pflanzenzüchtung sowie Mitherausgeber der Zeitschrift Pflanzenbau. Besondere Verdienste erwarb er sich als Herausgeber der beim Verlag Paul Parey in Berlin erschienenen Reihe Landwirtschaftliche Hefte, eine Sammlung praxisorientierter Monografien über alle Teilgebiete des Landbaus. Wissenschaftshistorisch bedeutsam ist seine publizierte Festrede aus dem Jahr 1921 über Die Stellung der Landwirtschaftslehre zu den technischen und den übrigen Wissenschaften. Zu Kießlings Schülern gehörten u. a. Hanns Kreutz und Arnold Scheibe.
Im Jahr 1940 erhielt er die Goethe-Medaille für Kunst und Wissenschaft.

## Schriften
- Untersuchungen über die Trocknung der Getreide mit besonderer Berücksichtigung der Gerste. Diss. T.H. München 1906. Zugl. in: Vierteljahresschrift des Bayerischen Landwirtschaftsrates Jg. 11, 1906, S. 13–137.
- Die Organisation einer Landessaatgutzüchtung in Bayern. In: Fühlings Landwirtschaftliche Zeitung 55, 1906, S. 329–338
- Untersuchungen über die Keimreifung der Getreide. In: Landwirtschaftliches Jahrbuch für Bayern Jg. 1, 1911, S. 449–514.
- Kurze Einleitung in die Technik der Getreidezüchtung. Verlag Paul Parey Berlin 1912; 2. Aufl. 1920 = Landwirtschaftliche Hefte Nr. 2.
- Die Stellung der Landwirtschaftslehre zu den technischen und den übrigen Wissenschaften. Festrede gehalten bei der akademischen Feier der Technischen Hochschule München am 10. Dezember 1921. Separatdruck: München 1921.
- Einiges über neuzeitliche Auffassungen im Ackerbau. In: Landwirtschaftliches Jahrbuch für Bayern Jg. 18, 1928, S. 486–496.